# Пріск Аттал
Пріск Аттал (*Priscus Attalus, д/н —бл.416) — римський узурпатор у 409–410 та 414–415 роках, підтримувався королями вестготів.

## Життєпис
Походив із заможної сенаторської родини грецького походження з провінції Азія. Про молоді роки немає відомостей. Завдячує кар'єрі гарним стосункам з Квінтом Аврелієм Сіммахом, який рекомендував його Вірію Нікомаху Флавіану. У 397 році зумів придбати віллу у м. Тибур (місці сенаторських маєтків), що свідчило про підвищення статусу Пріска. У 398 році увійшов в склад сенатської делегації до імператора Гонорія щодо вербування військових підрозділів за рахунок сенаторів.
У 408 році під час підходу військ вестготів на чолі із Аларіхом був відправлений до імператора в Равенну з закликом надіслати війська на допомогу Риму, проте не досяг успіху. Аттал залишився при імператорі Гонорії, який у 409 році призначив Пріска комітом священних щедрот. Згодом перебрався до Риму, де виконав наказ щодо конфіскації майна родичів та прихильників вбитого Стиліхона. У березні 409 року призначається префектом Риму.
Разом з іншими вів перемовини із Аларіхом задля недопущення штурму Риму. Король вестготів вимагав надати військо для походу проти Равенни, де знаходився імператор, але отримав відмову. Тоді Аларіх захопив зерносховища та розпочав другу облогу Риму, чим змусив підкоритися римлян. За наказом Аларіха сенат у грудні 409 року оголосив Пріска Аттала імператором. За наполяганням вестготів поганин Аттал перед прийняттям влади прийняв християнство від аріанського священика Сігесарія. Разом з тим Аттала підтримав також папа римський Іннокентій I.
Проте Аттал далеко не в усьому підпорядковувався Аларіху. Всупереч очікуванням гота, він намагався проводити самостійну політику. Згодом це стало причиною розбіжностей між ними. Спочатку Аларіх та Аттал поділили посади: військові дісталися готам, цивільні — римлянам. Особливу вагу отримали римські сенатори-погани.
Аттал відправив військо проти Геракліана, коміта Африки, що підтримував імператора Гонорія. Разом з тим Пріск відмовився від військ вестготів, вважаючи, що ті після перемоги можуть захопити Африку. Втім військо Аттала зазнало поразки. Водночас Аттал і Аларіх рушили на Равенну, щоб змусити до зречення переляканого Гонорія, що відправив до узурпатора посольство на чолі з Іовієм, запропонувавши спільно керувати імперією, і вже почав карбувати монети з ім'ям Аттала. Проте останній відмовився ділити владу з Гонорієм і вимагав його зречення, а натомість обіцяв забезпечити йому гідне утримання на одному з островів поблизу Італії за його вибором. Перейшовши на бік Аттала Іовій, передаючи Гонорію відповідь узурпатора, додав від себе, що позбавленому влади імператору, перед тим як відправити його на заслання, завдадуть каліцтв. Наляканий Гонорій зібрався тікати на Схід до Феодосія II, але тут прибуло в Равенну з Константинополя підкріплення, яке порушило плани Аларіха та Аттала і дозволило легітимному імператору захистити місто. В цей же час стало відомо, що нечисленне військо, послане Атталом до Африки, було з легкістю розбите Геракліаном, який негайно припинив постачання продовольства до Риму, що стало причиною сильного голоду, різко підскочили цін на хліб і збільшилися спекуляції. Аттал знову відмовився послати готські війська для підкорення Африки. Натомість Аларіх, підбурюваний Іовієм, у липні 410 року позбавив Пріска Аттала влади.
Після смерті Аларіха у 410 році Пріск рушив разом з королем Атаульфом до південної Галлії. Останній у 412–413 роках намагався налагодити союз Аттала з новим узурпатором Іовієм, проте не мав успіху. У 414 році Аттал був присутній на весіллі Атаульфа з Галлою Плацидією в Нарбонні. Того ж року Аттала був оголошений знову імператором. Втім вестготи у 415 році зазнали поразки від імператора Констанція III, а Аттал потрапив у полон. Його спочатку доставили до Равенни, а потім провели під час тріумфу імператора Гонорія у Римі. Слідом за цим засланий до острова Ліпарі в Тирренському морі. Незабаром після цього Пріск Аттал помер.